# Naval Air Station Joint Reserve Base Fort Worth

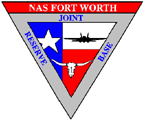
Logo della Naval Air Station Fort Worth
Joint Reserve Base

La Naval Air Station Fort Worth Joint Reserve Base (o NAS Fort Worth JRB) (IATA: FWH, ICAO: KNFW, FAA: NFW) comprende Carswell Field, una base militare aerea sita 9 km a ovest del quartiere degli affari di Fort Worth, nella Contea di Tarrant (Texas, Stati Uniti d'America). L'aeroporto militare è gestito dalla United States Navy Reserve.
Si trova presso le città di Westworth Village, e White Settlement nella parte occidentale della   Dallas-Fort Worth Metroplex.
NAS Fort Worth JRB raccoglie l'eredità della precedente Naval Air Station Dallas e ingloba altri comandi e attività della riserva, soprattutto quelli dell'Air Force Reserve, che si trovavano sul sito quando l'installazione era nota come Carswell Air Force Base, un'ex struttura dello Strategic Air Command (SAC) poi trasferita allo Air Combat Command (ACC).
Parecchie unità di comando e operative della United States Navy, tra cui stormi aerei della Naval Air Reserve e squadriglie di aviazione, comandi di intelligence e seabees sono di stanza a NAS Fort Worth JRB.
Il quartier generale della Tenth Air Force dell'Air Force Reserve Command e il 136th Airlift Wing (136 AW) of the Texas Air National Guard continuano ad essere ospitati da questa installazione. Presso NAS Fort Worth JRB hanno sede anche un Marine Aircraft Group, diverse squadriglie di aviazione, e varie unità terrestri della U.S. Marine Corps Reserve.
Gli aerei utilizzati inizialmente presso NAS Fort Worth JRB erano F-14 Tomcat, F/A-18 Hornet, C-9B Skytrain II, C-130 Hercules e KC-130 Hercules trasferiti dalla precedente NAS Dallas, e si aggiungevano ai preesistenti aerei F-16 Fighting Falcon già dislocati nell'installazione quando si chiamava Carswell Air Force Base, e in seguito  Carswell Air Reserve Station.
Gli aerei attualmente dispiegati sono cargo navali C-40 Clipper della Naval Air Reserve, caccia F-16 Fighting Falcon dell'Air Force Reserve Command e F-16 Fighting Falcon della Texas Air National Guard, oltre ad aerei d'attacco F/A-18 Hornet del Marine Corps e aerocisterne KC-130 Hercules della Marine Corps Reserve. Di recente anche la U.S. Army Reserve ha schierato un battaglione di ricognitori RC-12 Guardrail a NAS Fort Worth JRB.

## Origini

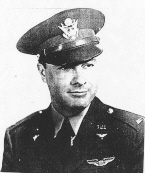
Maggiore Horace S. Carswell, Jr. (1916–1944)

Carswell Air Force Base si chiamava così in onore del maggiore Horace S. Carswell, Jr., USAAF (1916–1944), decorato con Medal of Honor. Il maggiore Carswell stava ritornando da un attacco al naviglio giapponese nel Mar Cinese Meridionale il 26 ottobre 1944, quando tentò di salvare un membro dell'equipaggio il cui paracadute era stato distrutto dalla contraerea. Rimase ai comandi del suo bombardiere danneggiato e morì nel disastroso atterraggio del B-24 Liberator presso Tungchen (Cina). La base gli venne intitolata il 29 gennaio 1948.
Le origini di Carswell risalgono agli albori dell'aviazione. Dopo l'entrata degli Stati Uniti nella prima guerra mondiale nell'aprile 1917, il generale John J. "Blackjack" Pershing invitò il Royal Flying Corps (RFC) britannico ad istituire campi di addestramento negli Stati Uniti meridionali, dove il clima più caldo sarebbe stato più propizio per volare tutto l'anno. In giugno il Ministero della guerra ispezionò sei siti intorno a Fort Worth (Texas) che erano stati donati dalla Camera di commercio. In agosto il Ministero della guerra stipulò con lo RFC contratti di affitto su tre siti attorno a Fort Worth. Conosciuti come il Flying Triangle ("triangolo volante", o "triangolo del volare"), questi siti erano rispettivamente chiamati Hicks Field (n. 1), Barron Field (n. 2), e Benbrook (in seguito Carruthers) Field (n. 3) dal nome delle rispettive località. Nell'aprile 1918 questi campi d'aviazione passarono all'Air Service, United States Army come campi di addestramento per piloti americani. Centinaia di piloti appresero gli elementi dell'addestramento di base e primario in questi campi d'aviazione della zona di Fort Worth durante la guerra. Furono chiusi nel 1919, dopo la fine della guerra.
Nel 1940 il comune di Fort Worth si era candidato presso la  Civil Aeronautics Administration (CAA) per accogliere nel proprio territorio un campo di aviazione per l'addestramento primario di piloti dell'Army Air Corps. In maggio il generale Jacob E. Fickel fece una visita ispettiva a Fort Worth. Fickel aveva imparato a volare a Carruthers Field nel 1918. Contemporaneamente la Camera di Commercio di Fort Worth stava tentando di convincere dei produttori di aerei a costruire uno stabilimento di montaggio nella zona. La Consolidated Aircraft, intenzionata a costruire in zona, suggerì all'Air Corps di costruire assieme un aeroporto nei pressi dello stabilimento per bombardieri pesanti che la società desiderava erigere a Fort Worth. Il 16 giugno 1941 Franklin D. Roosevelt approvò lo stanziamento di 1,75 milioni di dollari per costruire un aeroporto adiacente alla fabbrica Consolidated. L'esercito voleva avere il campo di aviazione pronto alla svelta e prima che la fabbrica iniziasse la produzione, così la costruzione del "Lake Worth Bomber Plant Airport" iniziò quasi subito.

### Seconda guerra mondiale
Tuttavia, dopo l'Attacco di Pearl Harbor, l'esercito cambiò piani e invece di essere una base operativa, "Tarrand  Field", com'era chiamata la struttura, divenne una scuola di addestramento per bombardieri pesanti. La prima unità assegnata alla base fu la Scuola per equipaggi da combattimento dell'Army Air Forces Training Command, il 1 luglio 1942. Al contempo, l'impianto della Consolidated iniziò l'assemblaggio di aerei B-24D Liberator in maggio, e il primo aereo fu assegnato alla scuola in agosto. Il 29 luglio la base fu ribattezzata Fort Worth Army Air Field.

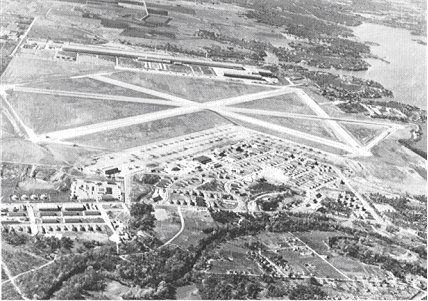
Foto obliqua di Fort Worth Army Air Field nel 1945, guardando da est a ovest. La zona tecnica dell'aeroporto è sul lato est della principale pista nord-sud, mentre la fabbrica di aerei Consolidated-Vultee (in seguito Convair) è sul lato ovest.

 La Army Air Forces Combat Crew School (in seguito rinominata Army Air Forces Pilot School, Specialized 4-Engine) ammetteva i diplomati delle scuole di addestramento avanzato per piloti del Training Command e piloti esperti di bimotori, e li addestrava a volare con i B-24 Liberator. La scuola aprì ufficialmente il 12 ottobre 1942 alle dipendenze del 34th Flying Training Wing di San Angelo Army Air Field (Texas). La scuola fu inizialmente dotata dei B-24D che venivano montati vicino alla pista presso Consolidated; in seguito ricevette i più moderni B-24E costruiti dalla Consolidated nel suo Willow Run Plant del Michigan, e poi lievemente modificati presso lo stabilimento di Fort Worth.
Durante l'addestramento, nove uomini formavano l'equipaggio assegnato a ciascun aeroplano, e questi equipaggi mangiavano, dormivano e si addestravano assieme 24 ore al giorno. In questa maniera l'equipaggio apprendeva sia le capacità tecniche necessarie all'impiego della aereo, sia la mentalità e le reazioni degli altri membri dell'equipaggio. Ogni giorno si addestravano cinque ore in aria e cinque ore a terra. Ogni corso durava quattro settimane e mezza. La direzione dell'addestramento nell'ottobre del 1943 aggiunse una Bomb Approach School ("scuola di avvicinamento al [bersaglio di] bombardamento"), che prevedeva il lavoro di squadra tra pilota e addetto al bombardamento. E inoltre, fu impiegata la 9000th WAC Company del Women's Army Corps per il servizio in torre di controllo e nell'ufficio comunicazioni della base.
Verso la fine del 1944 l'addestramento su B-24 terminò a Fort Worth AAF, venendo sostituito dalla Flight Crew Conversion Training School per B-32 Dominator. I piloti istruttori del Training Command furono inviati allo stabilimento Consolidated di San Diego per istruirsi sul Dominator, che era stato progettato come il compagno di squadra del B-29 Superfortress; proprio come il B-17 Flying Fortress si affiancava al B-24 Liberator. Il primo B-32 arrivò a Fort Worth nel settembre 1944, tuttavia restò in officina di modifica fino a Gennaio quando fu consegnato alla scuola di addestramento. Alla fine del 1944 erano stati consegnati dalla Consolidated solo cinque aerei di produzione; per confronto i B-29 erano stati impiegati in combattimento per circa sei mesi. L'esercito era piuttosto contrariato dal Dominator e dai problemi di produzione che stava subendo.
Alla fine furono prodotti 40 TB-32 da addestramento per essere utilizzati nei futuri corsi di volo. I potenziali piloti di B-32 svolgevano 50 ore di addestramento sui TB-32, e i co-piloti facevano 25 ore di addestramento al volo e 25 ore di osservazione. In definitiva la scarsezza di equipaggiamenti comportò che l'addestramento su B-32 a Fort Worth non fosse mai veramente realizzato, e, dopo il V-J Day, i vertici cancellarono il programma di addestramento su B-32.

## Strategic Air Command
Nel novembre 1945 la giurisdizione su Fort Worth AAF fu trasferita alla Second Air Force che istituì il 17th Bombardment Operational Training Wing presso la base, dotato di B-29A Superfortresses. L'Air Force aveva deciso di tenere Fort Worth come aeroporto permanente, e, nel 1946, costruì una pista nord-sud da 8 200 piedi ad altissime prestazioni per un futuro uso.
Il numero di B-32 completati nella fabbrica Consolidated aveva raggiunto quota 74 aerei di produzione, oltre agli "addestratori" TB-32, e molti di loro erano parcheggiati nel campo di aviazione. Si comandò che fossero trasferiti da Fort Worth al deposito presso Davis-Monthan Air Force Base e Kingman Field per la rottamazione, e si ordinò che i velivoli B-32 parzialmente assemblati in fabbrica fossero demoliti sul posto.
Il Fort Worth Army Air Field fu assegnato al neonato Strategic Air Command nel marzo 1946, e il 1º ottobre 1946 fu attivato il 7th Bombardment Group, Very Heavy. All'attivazione, il 7th entrò a far parte della Fifteenth Air Force (15 AF), con quartier generale a Colorado Springs (Colorado). Personale e aerei del nuovo gruppo, consistente di B-29 Superfortress, furono trasferiti a Fort Worth AAF dal 92nd Bombardment Group presso Spokane AAF, Washington. Il 1 novembre 1946 la Eighth Air Force spostò il suo quartier generale a Fort Worth da MacDill Field (Florida).

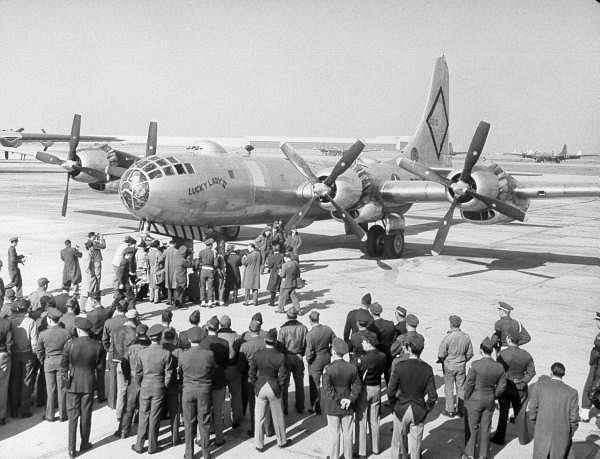
Il B-50 Superfortress, Lucky Lady II, si prepara a decollare da Cardwell AFB (Texas) per la prima circumnavigazione del mondo senza scalo, 1949

Con i B-29, il gruppo preparava i suoi effettivi a qualunque scontro si dovesse sostenere, eseguendo missioni di bombardamento simulato su varie città.
Il 5 luglio 1947 un contingente di otto B-29 del 492nd Bomb Squadron fu dispiegato da Fort Worth AAF a Yokota AB (Giappone). Poco dopo questo distaccamento ricevette l'ordine di rischierarsi a Fort Worth AAF passando per Washington D.C. Gli aerei partirono da Yokota AB il 2 agosto, sorvolarono le Isole Aleutine, facendo tappa ad Anchorage (Alaska). Da Anchorage volarono sopra Edmonton (Alberta, Canada), virarono a sud e passarono sopra Minnesota e Wisconsin. I bombardieri eseguirono poi un sorvolo a bassa quota tra il Pentagono e il monumento a Washington nella capitale statunitense il 3 agosto. Completando la dimostrazione aerea, si diressero a Fort Worth, atterrando 31 ore dopo la partenza dal Giappone e avendo percorso 7 086 miglia (13 123 km).
Il 12 settembre il gruppo schierò trenta dei suoi B-29 a Giebelstadt Army Airfield, presso Würzburg (Germania Ovest). Questa, che era la più grande formazione di bombardieri che fino ad allora avesse volato da Fort Worth AAF ad una destinazione all'estero, atterrò in Germania il 13 settembre. Nell'arco dei dieci giorni della loro permanenza, i bombardieri del gruppo parteciparono ad operazioni addestrative sull'Europa, dando al contempo una dimostrazione di forza statunitense agli esordi della Guerra fredda con l'Unione Sovietica. Il contingente lasciò la Germania il 23 settembre.

### Guerra fredda
Nel 1947, poco dopo che l'United States Air Force era stata elevata a forza armata autonoma, fu avviato lo Hobson Wing-Base Organization Plan. Il 7th fu scelto come uno dei "Test Wings" ("stormi sperimentali") per valutare la nuova organizzazione, e, il 17 novembre 1947 fu creato il 7th Bombardment Wing. Il test fu positivo e lo stormo divenne permanente il 1º agosto 1948. Nel quadro della nuova organizzazione il 7th e lo 11th Bombardment Group divennero sue componenti operative.
Subito dopo aver conseguito l'autonomia come forza armata, l'USAF rinominò molti ex Army Air Field ("campi d'aviazione dell'esercito") intitolandoli ad avieri caduti. Il 1 gennaio 1948 il Fort Worth Airfield fu rinominato Griffiss Air Force Base in onore del tenente colonnello Townsend Griffiss (1900–1942), nato a Buffalo e diplomato a West Point, che nel 1942 divenne il primo aviere americano caduto in servizio sul Teatro europeo della seconda guerra mondiale quando il suo Consolidated B-24 Liberator fu abbattuto da fuoco amico sopra il Canale della Manica. Il 27 febbraio la base cambiò ancora nome per ricordare il cittadino di Fort Worth, insignito di Medal of Honor, maggiore Horace S. Carswell, Jr., che perse la vita tentando un atterraggio di emergenza con il suo B-24 danneggiato nei cieli della Cina. Il Rome Air Depot, nei pressi di  Rome (New York), fu allora  ribattezzato in onore di Griffiss.
Il 1 dicembre 1948 lo Strategic Air Command riattivò lo 11th Bombardment Group a Carswell equipaggiandolo con i B-36. Personale del 7th Bomb Group iniziò ad addestrare i componenti del nuovo 11th Bomb Group sui nuovi aerei e lo 11th da lì a poco iniziò a riceverli.

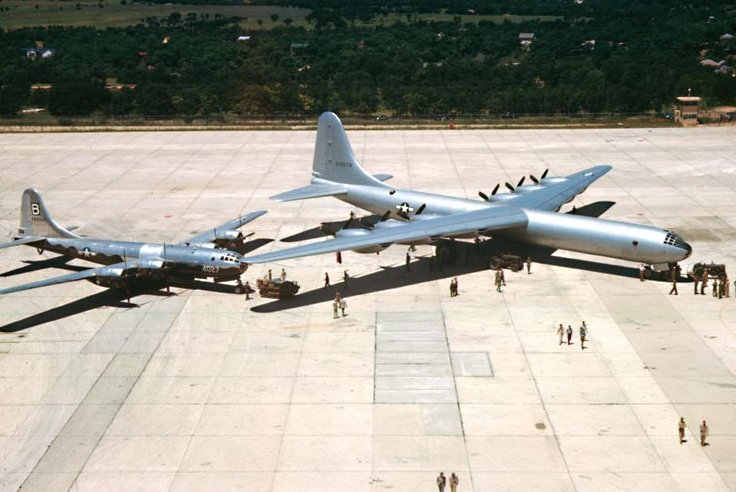
Arrivo del primo B-36A a Carswell AFB, "City of Fort Worth" (AF Serial No. 44-92015), nel giugno 1948.

Dal 1942 la Consolidated aveva sviluppato il bombardiere a lungo raggio XB-36 Peacemaker, ed il lavoro su questo progetto era stato spostato dallo stabilimento Consolidated di San Diego (California) alla fabbrica affittata dal governo in Fort Worth. Nel 1947 era pronta l'iniziale versione di produzione B-36A, e nel giugno 1948 fu consegnato all'Air Force il primo Convair B-36A Peacemaker. Il primo B-36A fu chiamato "City of Fort Worth" (AF Serial No. 44-92015) e fu assegnato al 492d Bomb Squadron. Durante il 1948 lo stabilimento continuò a sfornare B-36 che venivano assegnati al 7th Bomb Group. L'ultimo B-29 del gruppo fu trasferito il 6 dicembre al 97th Bombardment Group presso Biggs Air Force Base in El Paso (Texas). Per 10 anni la flotta di "Peacemaker" di Carswell proiettò una vasta ombra sulla Cortina di ferro sovietica e funse da principale sistema d'arma deterrente degli Stati Uniti.

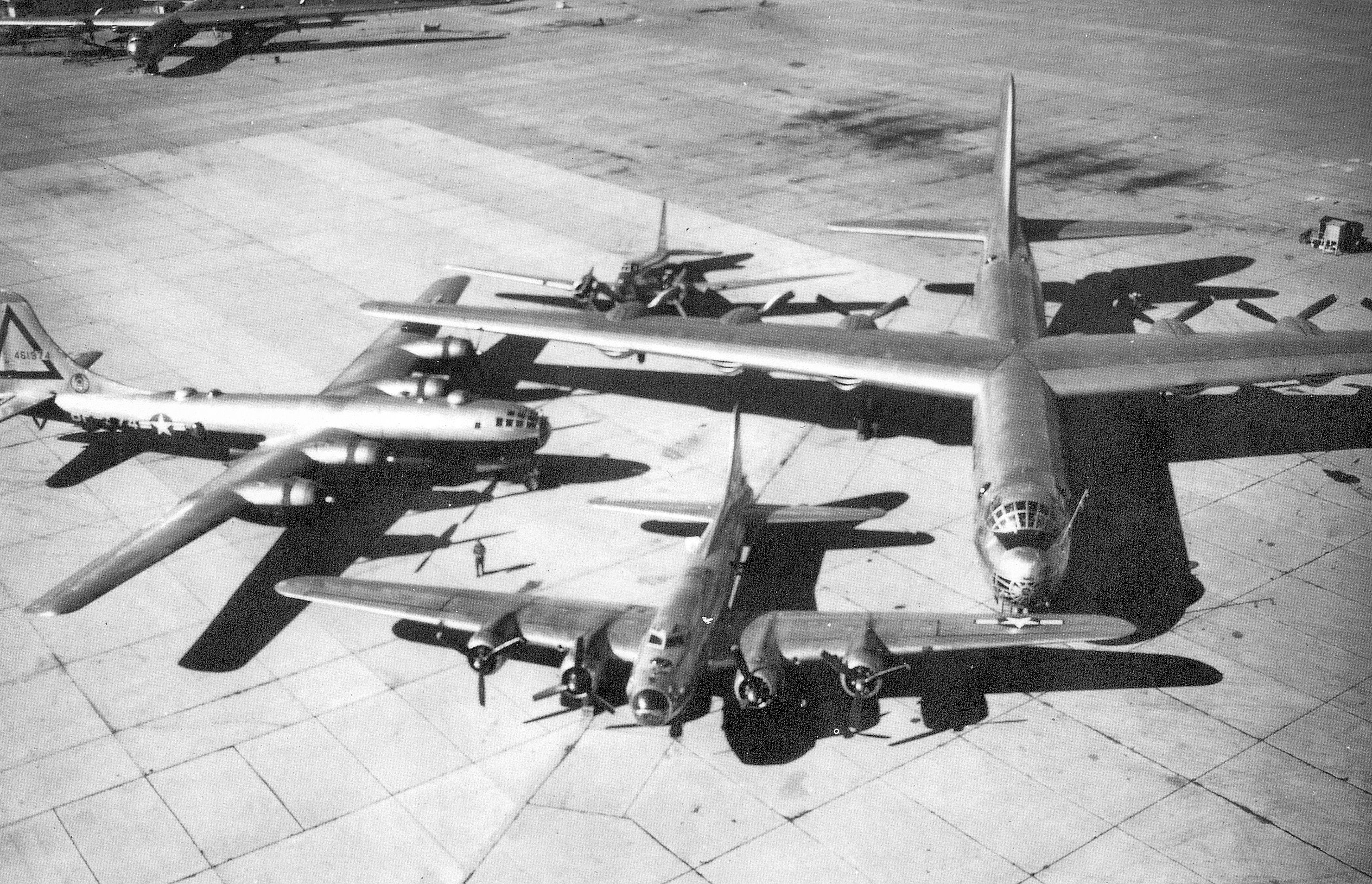
Una foto speciale di bombardieri Air Force dagli anni 1930 fino a tutti gli anni 1940. Un Douglas B-18 "Bolo"; un Boeing B-17 "Flying Fortress"; un Boeing "B-29 Superfortress" e il B-36 "Peacemaker" che domina il gruppo con un'apertura alare di 70 metri. Scattata a Carswell AFB dopo la consegna del primo B-36 nel 1948. Si noti il contrassegno "SAC 7th Bombardment Wing" sul B-29.

Nel febbraio 1949 un Boeing B-50 Superfortress (sviluppato dal celebre B-29) e chiamato Lucky Lady II decollò da Carswell per il primo volo intorno al mondo senza scalo. Ritornò a Carswell dopo alcuni rifornimenti in volo, avendo volato per 23 108 miglia (42 796 km), ed essendo rimasto in volo per novantaquattro ore e un minuto.
Nel gennaio 1951 il 7th Bombardment Group partecipò ad una missione addestrativa speciale nel Regno Unito. Scopo della missione era valutare il B-36D aggiornato in condizioni simulate di piano di guerra e valutare inoltre l'equivalente tattica di velocità e compressione per gli aerei da bombardamento pesante. Gli aerei, facendo la loro apparizione attraverso Limestone AFB (Maine), dovevano atterrare a RAF Lakenheath (Regno Unito), dopo un attacco notturno di bombardamento con il radar su Helgoland (Germania Ovest). Da lì i bombardieri avrebbero eseguito un attacco simulato sulla zona bombe di Heston (Londra) e alla fine sarebbero atterrati a RAF Lakenheath.
Fu il primo dispiegamento di stormi e di B-36 del SAC in Inghilterra ed Europa. Per i successivi quattro giorni il contingente compì sortite volanti fuori dell'Inghilterra. Gli aerei si rischierarono negli Stati Uniti il 20 gennaio arrivando a Carswell il 21 gennaio.
Il 16 febbraio 1951 fu attivato lo 11th Bombardment Wing e gli fu assegnato lo 11th Bombardment Group. Lo stesso giorno a Carswell fu organizzata la 19th Air Division. Con questa mossa la divisione assumeva il coordinamento sia del 7th Wing sia dello 11th Wing a Carswell. Lo stesso giorno il 7th Group divenne un'"organizzazione virtuale", con tutte le altre squadriglie direttamente al 7th Bombardment Wing nel quadro del piano organizzativo Tri-Deputate adottato dallo stormo. Il 7th Bomb Group fu disattivato il 16 giugno 1952.

#### 7th Bombardment Wing
Il 7th Bombardment Group fu attivato il 1º ottobre 1948 a Fort Worth Army Air Field e trasferito al SAC in quanto parte della 2nd Air Force. Il 3 novembre 1947 l'Air Force abbandonò la vecchia organizzazione imperniata sui gruppi, vigente nella Seconda guerra mondiale, e la sostituì con quella fondata su stormi. Per questo motivo tutti i gruppi di bombardieri furono rinominati stormi (wings). Anche il 7th Bomb Group divenne 7th Bomb Wing, Very Heavy.  Il "very heavy" ("molto pesante") indicava l'impiego dei B-29 e B-50, entrambi bombardieri strategici. L'unità era dotata di B-29 ed aveva il compito dell'addestramento globale all'addestramento.

#### Era del B-36 Peacemaker
La missione dello stormo era tenersi pronto per il bombardamento strategico globale nel caso di ostilità. Con vari nomi, il 7th Bombardment Wing impiegò una gran varietà di velivoli presso la base, fino alla sua disattivazione del 1993.

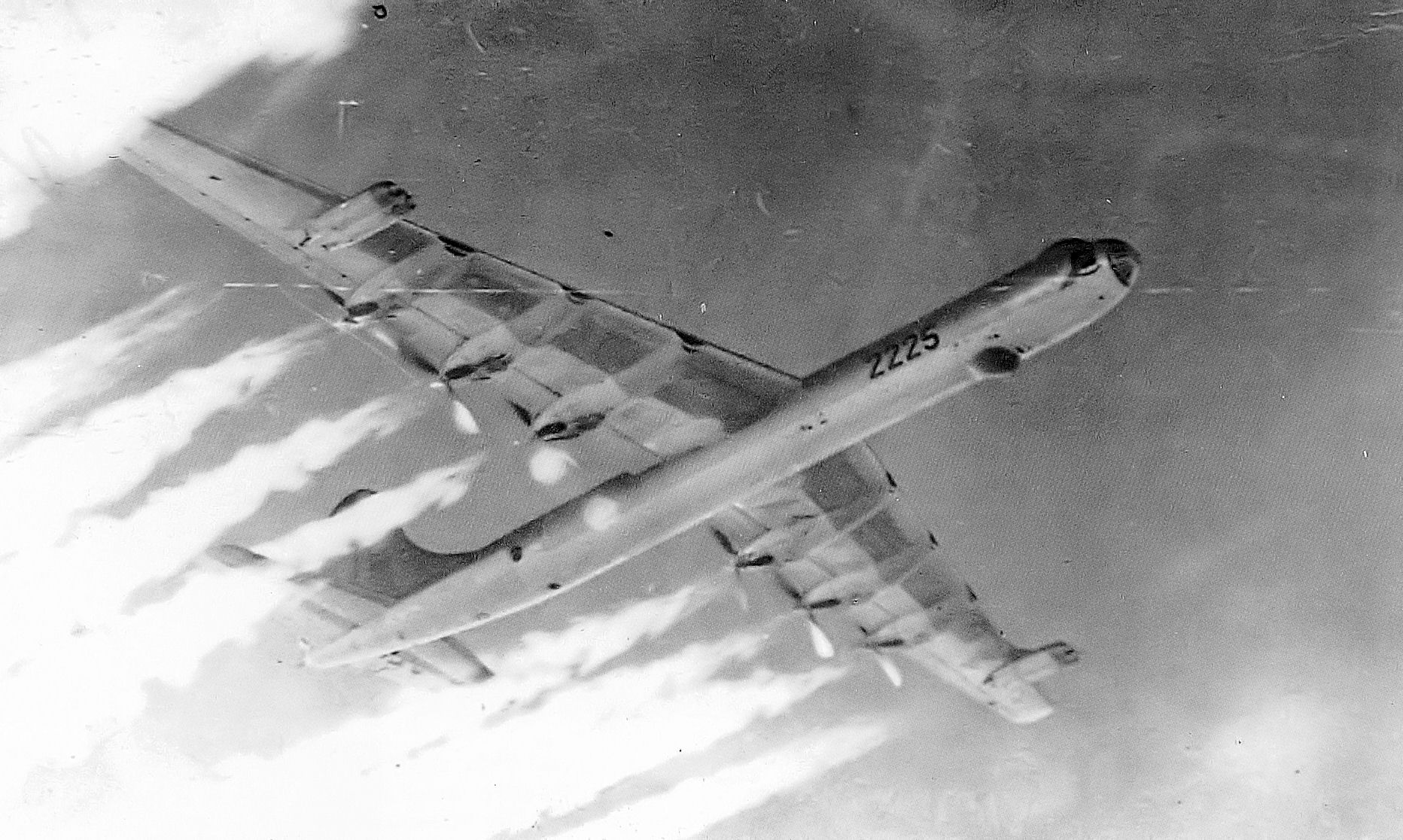
Convair B-36J-5-CF Peacemaker, numero di serie AF 52-2225, dello 11th Bomb Wing che esibisce "Sei che girano, quattro che bruciano", intorno al 1955.

Una formazione di cinque B-36 sorvolò Washington D.C. il 15 gennaio 1949, per festeggiare l'insediamento del presidente Harry S. Truman. Nel settembre 1952 i B-36 assegnati al 7th Wing e allo 11th Wing costituivano i due terzi di tutti i bombardieri intercontinentali in dotazione al SAC.
Il 1 settembre 1952, quello che si suppose in seguito essere stato un tornado si abbatté sulla linea di volo di Carswell con venti a 150 kmh registrati dalla torre di controllo. Dopo il suo passaggio "la linea di volo era un groviglio di aerei, equipaggiamenti e pezzi di edificio." Nessuno degli 82 bombardieri della base restò indenne, e il SAC dichiarò non operativa l'intera 19th Air Division. Gli aerei danneggiati più gravemente furono affidati a personale della San Antonio Air Materiel Area, deposito dei B-36. Gli aerei che avevano subito danni più severi furono trainati attraverso il campo verso la fabbrica Convair che li aveva costruiti. In un mese 51 dei Peacemaker della base furono rimessi in servizio e la divisione fu di nuovo dichiarata operativa. Entro il maggio 1953 ritornano in servizio tutti gli aeroplani tranne due.
Nel 1954 Carswell fu notoriamente utilizzata come set cinematografico del film con James Stewart and June Allyson Strategic Air Command ("Aquile nell'infinito" nella versione per il mercato italiano). Comparivano i B-36 dello 11th Bomb Group assieme a James Stewart, che anche nella realtà era appartenuto a quel reparto negli anni 1950 in qualità di comandante, con il grado di colonnello dell'Air Force Reserve.
Il 13 giugno 1955 lo Strategic Air Command riorganizzò le sue tre forze aeree numerate causando il trasferimento del quartier generale della Eighth Air Force da Carswell a Westover AFB (Massachusetts). Al contempo, Carswell veniva riassegnata alle dipendenze della Second Air Force (2 AF), con quartier generale a Barksdale AFB (Louisiana).

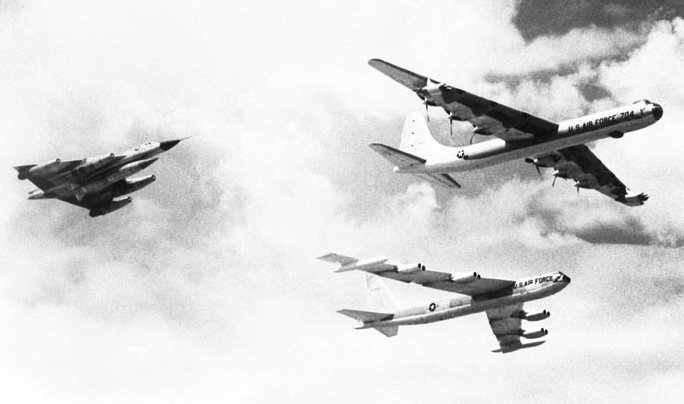
Ultimo volo del B-36 da Carswell, 30 maggio 1958, in formazione con un Convair YB-58 e un Boeing B-52.

Il 16 febbraio 1951 fu attivato lo 11th Bombardment Wing e gli fu assegnato lo 11th Bombardment Group, sebbene tutte le risorse del gruppo fossero state trasferite allo stormo finché il gruppo fu disattivato nel giugno 1952. Lo stormo fu dispiegato a Nouasseur Air Base (Marocco Francese) dal 4 maggio al 2 luglio 1955. Lo stormo vinse la SAC Bombing Competition e il Fairchild Trophy negli anni 1954, 1956 e 1960.
La frase "7-11" dev'essere stata considerata una combinazione fortunata, perché i due stormi continuarono a condividere la Carswell Air Force Base fino al 13 dicembre 1957, quando lo 11th fu trasferito ad Altus Air Force Base (Oklahoma) e iniziò a ricevere i Boeing B-52 Stratofortress.
Nel gennaio 1958 lo stormo iniziò a trasferire i suoi B-36 a vari stormi SAC. Il 20 gennaio lo stormo trasferì tutto l'equipaggiamento per B-52 in suo possesso al 4123rd Strategic Wing per facilitare la conversione di quell'organizzazione, che era stata programmata alcuni mesi prima dell'arrivo del 7th Bomb a Carswell.
Il 30 maggio, Memorial Day, l'ultimo dei B-36 dello stormo fu ritirato con adeguate cerimonie e una "Open House". Il personale militare e civile della base, più civili che abitavano nei dintorni, si erano radunati per un caloroso addio al "Peacemaker". Quest'ultimo volo concluse completamente il programma di graduale eliminazione del B-36 dallo stormo.

#### Era del B-52 Stratofortress

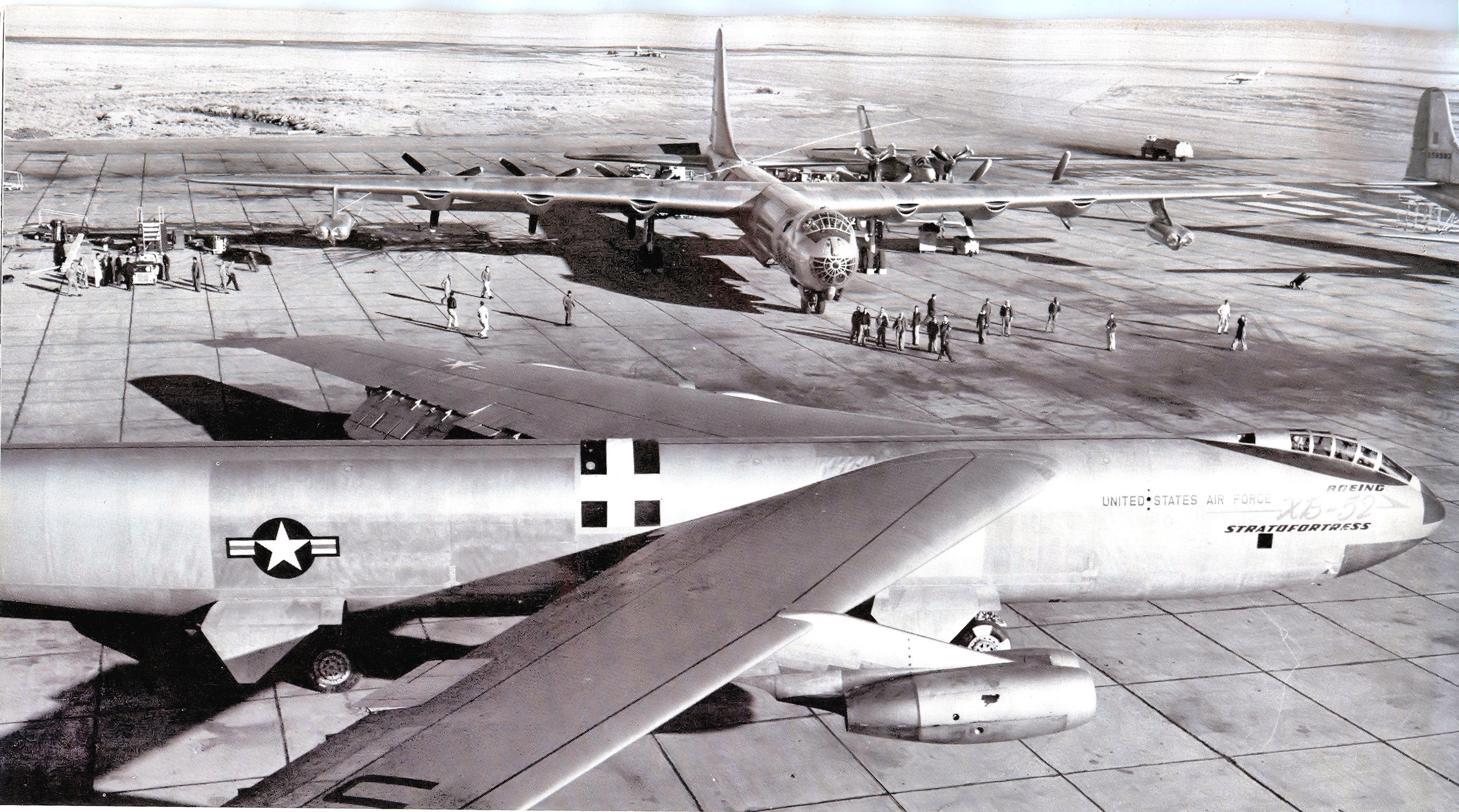
Un bombardiere prototipo YB-52 a Carswell AFB, verso il 1955, ripreso con un B-36 del 7th Bomb Wing.

Il 10 novembre 1957 il 98th Bombardment Squadron fu distaccato dallo stormo e assegnato al neonato 4123d Strategic Wing presso Carswell. Questo sarebbe divenuto la prima unità di Boeing B-52 Stratofortress a  Carswell.
Il 7th Bomb divenne ufficialmente un'organizzazione di B-52 con l'adozione dei documenti per il personale e delle autorizzazioni per l'equipaggiamento il 1º febbraio 1958.
Il 19 febbraio 1958 il 4123d Strategic Wing prese possesso del primo Boeing B-52 Stratofortress a Carswell. Nella cerimonia di arrivo alla base, il bombardiere fu battezzato "The City of Fort Worth". Fu poi assegnato al 98th Bombardment Squadron dello stormo. Poco dopo l'arrivo dei bombardieri B-52 al 4123d Strategic Wing, l'unità fu trasferita nelle nuove strutture presso Clinton-Sherman AFB (Oklahoma). Con l'acquisizione del Boeing B-52 Stratofortress, tutti i nuovi stormi di B-52 avrebbero operato affiancati da una squadriglia di aerorifornimento in appoggio ai bombardieri. Di conseguenza il SAC attivò il 7th Air Refueling Squadron a Carswell il 1 aprile 1958, e lo assegnò allo stormo. La squadriglia sarebbe stata dotata di Boeing KC-135 Stratotanker nel corso dello stesso anno. Nel gennaio 1959 i B-52 di Carswell erano costantemente in cielo sopra l'Europa, l'Asia e il Nord Africa.

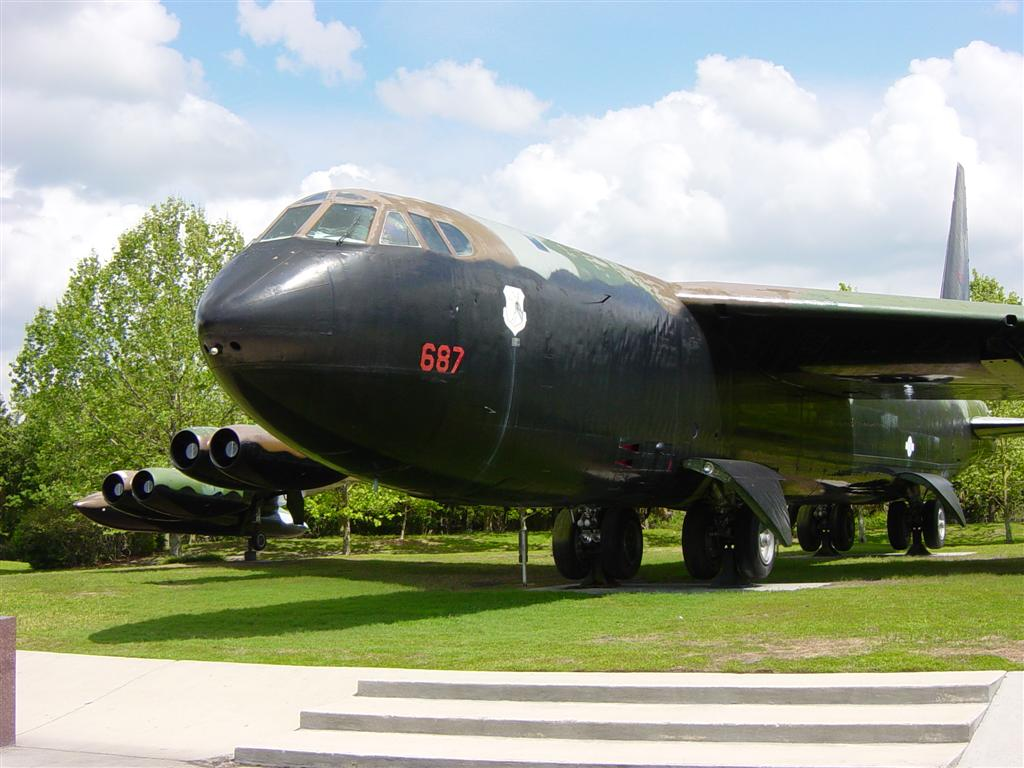
Il Boeing B-52D-40-BW Stratofortress, numero di serie 56-0687, in mostra al B-52 Memorial Park, dell'Orlando International Airport (Florida). Questo aereo volò ad Orlando da Carswell AFB nel 1984 per essere esibito all'ex McCoy AFB, ora Orlando International Airport, quando il B-52D fu tolto dalle dotazioni del SAC.

Il 13 aprile 1965 il 7th Bomb Wing schierò le sue forze nella Andersen Air Force Base (Guam) per bombardare la Repubblica Socialista del Vietnam. Furono impiegati la maggior parte dei bombardieri e delle aerocisterne dello stormo, oltre agli equipaggi ed alcuni operatori di supporto. Ad Andersen lo stormo eseguì più di 1 300 missioni sul Vietnam, facendo ritorno a Carswell nel dicembre 1965.
Gli equipaggi di B-52 venivano sottoposti ad un corso intensivo di due settimane sul B-52D, che li rendeva idonei al servizio nel Sudest Asiatico. I B-52 assegnati a compiti di combattimento in Vietnam erano dipinti con uno schema mimetico con le parti inferiori, la fusoliera bassa ed entrambi i lati dell'alettone verticale verniciati di nero opaco. Il numero di serie USAF era dipinto in nero sull'alettone sopra una striscia orizzontale rossa attraverso la lunghezza dell'alettone.
L'azione dei B-52 si concentrò principalmente contro sospetti obiettivi Viet Cong nel Vietnam meridionale, ma colpivano  anche il Sentiero di Ho Chi Minh e obiettivi in Laos. Durante il soccorso a Khe Sanh, ondate ininterrotte di sei aerei, che attaccavano ogni tre ore, lanciavano bombe arrivando anche a soli 270 m dalle linee amiche. I B-52 bombardarono sempre di più la Cambogia dal marzo 1969 in avanti.

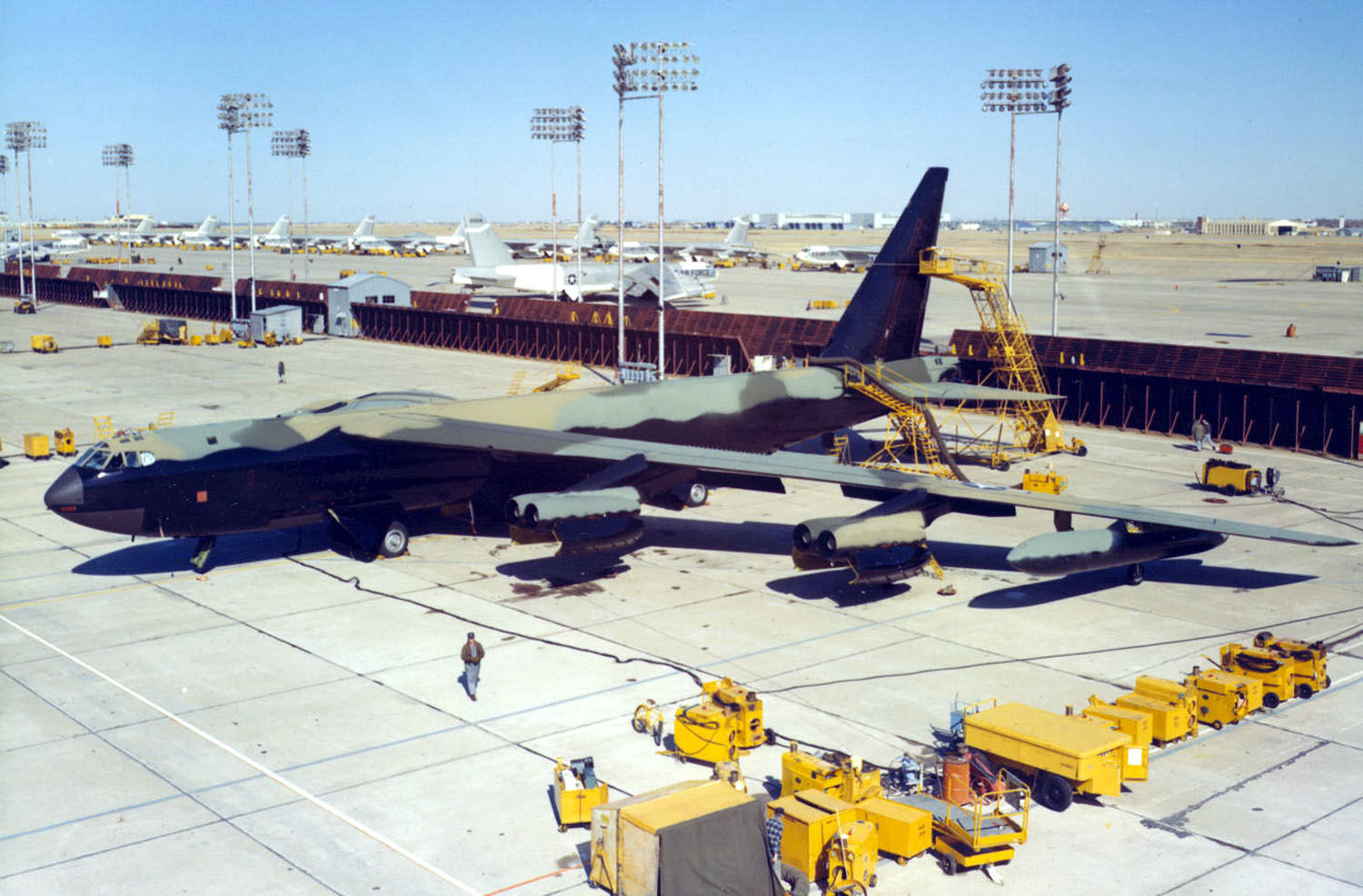
Linea di volo di Carswell AFB negli anni 1980.

Il dispiegamento a rotazione a Guam, e anche allo U-Tapao Royal Thai Navy Airfield (Thailandia) continuò in scala ridotta fino al 1975. Negli anni 1980 il 7th ricevette parecchi nuovi sistemi d'arma, tra cui i B-52H modificati. Nel 1953 gli equipaggi di B-52 iniziarono l'addestramento con un nuovo sistema d'arma, lo SRAM (Short Range Attack Missile) e poi, nel 1985 lo ALCM (Air Launched Cruise Missile). Inoltre, lo stormo eseguì numerose missioni di campionamento atmosferico tra il 1986 e il 1987 in reazione all'incidente nucleare del reattore di Černobyl'; quattro aerei B-52H (s/n 60-0024, 60-0033, 60-0051 e 60-0052) furono modificati per portare gondole da campionamento atmosferico dal nome in codice Giant Fish. Questi aerei eseguirono missioni fino agli anni 1990 da varie basi, tra cui Carswell.
Nel 1984 Carswell era la più grande unità del suo genere nello Strategic Air Command. Il 7th Bomb Wing fornì personale alla Operazione Desert Storm in Medio Oriente nel 1991. Dopo una schiacciante vittoria nel Golfo Persico, lo stormo ritornò a Carswell. Nel settembre 1991, finita la Guerra Fredda, il presidente Bush ordinò un ridimensionamento di tutti i servizi di allerta nucleare.

#### 43d Bombardment Wing
Nel gennaio 1960 l'USAF annunciò l'intenzione di attivare il primo stormo su Convair B-58 Hustler. Si trattava del 43d Bombardment Wing, (BW) che all'epoca era di stanza a Davis-Monthan AFB (Arizona). Il 43rd Bomb Wing si sarebbe trasferito a Carswell a partire dal 1º marzo. Il 3958th Operational Test and Evaluation Group (allora fungente da unità integrale di Carswell) sarebbe stato trasferito al 43rd Bomb Wing all'arrivo di quest'ultimo.
Il 1º agosto 1960 l'USAF assunse formalmente la direzione delle attività del B-58 e iniziò il collaudo. Fu consegnato al 43rd il 59–2436, il primo Hustler pienamente operativo equipaggiato con tutti i sistemi tattici. Due settimane dopo fu consegnato a Carswell il primo (addestratore) TB-58A.

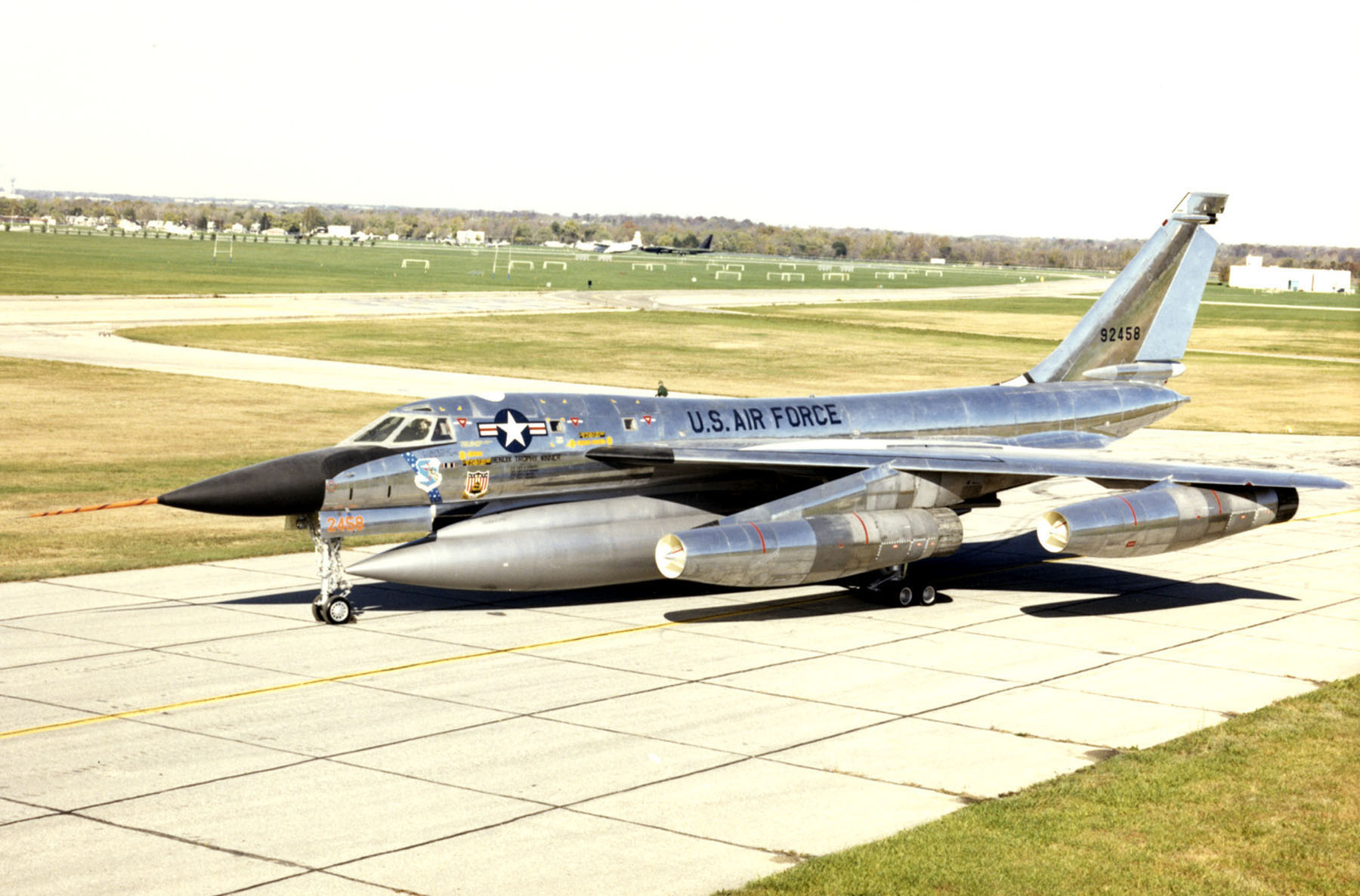
Il Convair B-58A-10-CF Hustler, numero di serie AF 59-2458, del 43d Bomb Wing. Questo aereo stabilì il record di velocità transcontinentale il 5 marzo 1962 volando senza scalo da Los Angeles a New York e ritorno. Il primo tratto ad una velocità media di 1214,71 miglia orarie (mph); il tratto di ritorno ad una velocità media di 1081,77 miglia orarie. Il tratto di ritorno fu il primo volo transcontinentale che attraversò il paese ad una velocità superiore a quella della rotazione terrestre ("Chasing the Sun"). L'equipaggio si aggiudicò i trofei Bendix e Mackay. Oggi si può ammirare al National Museum of the United States Air Force, Wright-Patterson Air Force Base (Ohio).

Dopo il luglio 1961 lo stormo continuò ulteriori valutazioni del B-58 fino al giugno 1962. Uno dei primi compiti del 43rd fu gestire una scuola per valutare il nuovo bombardiere supersonico.
Il 12 gennaio 1961 il maggiore Henry J. Deutschendorf (padre del cantante John Denver) comandò un equipaggio di B-58 del 43rd incaricato di superare sei record di volo; cinque di questi erano detenuti dall'Unione Sovietica. Lo Hustler compì due giri di un circuito che aveva Edwards AFB (California) ad un estremo e MCAS Yuma (Arizona) all'altro.
Il bombardiere stabilì tre record di velocità sul percorso di 1000 chilometri (km) con carichi di 2000 chilogrammi (kg), 1000 kg, e 0 kg — mantenendo una media di 1200,194 miglia orarie (mph) in ciascuna categoria. L'equipaggio gestì una velocità media di 1061,88 mph (1708,93 km/h) in ciascuna delle categorie "con carico utile" sul tracciato di 2000 km. Questo volo preparò il terreno per l'esperienza del 43rd con il B-58.
Da allora fino alla chiusura del 1969, lo stormo fu uno dei due stormi SAC su B-58 con la missione del bombardamento strategico.
Una delle ultime cose fatte dallo stormo a Carswell AFB ebbe luogo il 29 marzo 1864, all'indomani del terremoto che sconvolse l'Alaska quell'anno. Il comando generale USAF incaricò il 43rd di acquisire fotografie della zona terremotata. Componenti del 43rd con due B-58 coprirono le 5751 miglia (9255 km) fino in Alaska e ritorno, svilupparono la pellicola, e la consegnarono a Washington D.C. 14 ore e 30 minuti dopo che lo stormo aveva ricevuto la richiesta. Sei mesi dopo il 43rd Bomb Wing si trasferì a Little Rock AFB (Arkansas).

### Air Force Reserve
Oltre alle unità SAC, il 916th Troop Carrier Group (916 TCG) della United States Air Force Reserve faceva volare aerei Douglas C-124 Globemaster II da Carswell. L'unità fu attivata il 1º aprile 1963. Tra le missioni sostenute dal gruppo ci furono i ponti aerei militari verso il Vietnam a partire dal 1965 e verso le forze USA nella Repubblica Dominicana durante la crisi del 1965. Partecipò anche a numerose missioni umanitarie di aerotrasporto, oltre all'esecuzione di missioni tattiche di aerotrasporto negli Stati Uniti.
A partire dal 1972 il 301st Fighter Wing (sotto varie denominazioni) si è addestrato a Carswell come unità dell'Air Force Reserve (AFRES) e dell'Air Force Reserve Command (AFRC), preparandosi per missioni aeree tattiche, tra cui contraerea, interdizione e supporto tattico ravvicinato. Originariamente acquisita dall'allora Tactical Air Command (TAC), l'unità ora appartiene all'Air Combat Command (ACC).
Il 301st sostituì il 916th Military Airlift Group (916 MAG) dell'Air Force Reserve, che era stato disattivato. Il 457th Tactical Fighter Squadron (457 TFS) del 301st impiegò l'F-105 Thunderchief dal 1972 al 1982. Passò all'F-4 Phantom II nel 1981, e poi all'F-16 Fighting Falcon nel 1990. L'unità ha partecipato a esercitazioni, sia negli Stati Uniti sia all'estero. Svolse un servizio di polizia di sicurezza nell'Asia Sudorientale durante l'Operazione Desert Storm, da gennaio a marzo 1991, e appoggiò l'Operazione Deny Flight nei Balcani a metà degli anni 1990. Il codice di coda portato dall'odierno 457th Fighter Squadron (457 FS) è "TX".

## Disattivazione
Carswell AFB fu individuata per la chiusura ai sensi del Defense Base Closure and Realignment Act of 1990 nel corso della deliberazioni della Round II Base Closure Commission (BRAC 91). Nel quadro di BRAC 91 si decise di trasferire il 7th Bomb Wing da Carswell AFB a Dyess AFB con passaggio dai bombardieri B-52 ai B-1 Lancer.
Durante la riorganizzazione all'intera Air Force del 1992, il SAC fu disciolto il 1º giugno. Carswell e il 7th Bomb Wing furono assegnate la neonato Air Combat Command (ACC), e i B-52 assegnati allo stormo ricevettero il codice di coda di ACC, "CW". Il primo stadio di attività di chiusura iniziò nel 1992 e gli aerei B-52 furono ricollocati a Barksdale (Louisiana) nel gennaio 1993. Il 7 BW fu privato di tutte le necessarie funzioni operative il 1º gennaio 1993, e fu trasferito senza personale o equipaggiamento il 1º ottobre 1993 a Dyess AFB (Texas) dove attualmente impiega il Rockwell B-1 Lancer.
Nel 1993 il Congresso dispose l'istituzione della prima base multiarma nazionale in forza del Base Realignment and Closure. Carswell cessò le operazioni di "servizio attivo" (cioè: non riguardanti riservisti) USAF il 30 settembre 1993, e fu trasferita alla Air Force Base Conversion Agency (AFBCA) per la divisione dei beni e il reimpiego.
Il 1º ottobre 1993 il 301st Fighter Wing dell'Air Force Reserve divenne lo stormo di guarnigione, costituendo Carswell come Carswell Air Reserve Station. Il quartier generale dell'Air Force Reserve, ossia la 10th Air Force (10 AF), si trasferì inoltre a Carswell da Bergstrom AFB (Texas) in conseguenza di un'azione BRAC che chiuse Bergstrom AFB. L'USAF terminò il controllo operativo su Carswell AFB il 30 settembre 1994 con il trasferimento della proprietà alla United States Navy.

### Naval Air Station Fort Worth

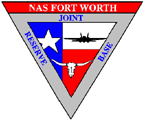
Logo NAS Fort Worth JRB

La base mantenne il nome "Carswell Air Force Base" fino al 1993. In quel momento la commissione Base Realignment and Closure (BRAC) decise di spostare risorse da Naval Air Station Dallas, che era già stata designata per la chiusura da BRAC, a Carswell Air Force Base. Fu rinominato il 1º ottobre 1994 Naval Air Station Joint Reserve Base Fort Worth (ma conservando anche il nome Carswell Field), e furono permanentemente trasferiti alla base due squadriglie di aviazione della Marine Corps Reserve e un piccolo contingente di personale della marina; tutte queste mosse furono completate entro il 1998.
Il 20 settembre 2009 l'aeroporto fu utilizzato come tappa di rifornimento per lo Shuttle Carrier Aircraft (SCA) che sul dorso riportava la Space Shuttle Discovery al Kennedy Space Center (KSC) da Amarillo dopo la missione STS-128. Le brevi tratte di volo dopo il rifornimento dello SCA erano causate dal pesante carico ancora alloggiato nell'orbiter,in particolare il "Leonardo" (Permanent Multipurpose Module) che trasportava rifiuti provenienti dalla International Space Station. Dopo il rifornimento, il complesso di velivoli si diresse a Barksdale Air Force Base, impegnando gran parte della pista. Questo fu uno degli ultimi voli di una Space Shuttle tra Edwards Air Force Base e Kennedy Space Center; tutti gli altri atterraggi dello Shuttle avvennero allo KSC.
La Naval Air Station Fort Worth Joint Reserve Base, che appartiene alla Navy Region Southeast del Navy Installation Command, è una struttura di difesa multiarma che gioca un ruolo cardine nell'addestrare ed equipaggiare equipaggi aerei e personale di supporto a terra dell'aviazione. La "squadra" di Navy Fort Worth garantisce che i riservisti ricevano addestramento di qualità in preparazione di eventuali mobilitazioni; qui assiste riservisti, personae di guarnigione e popolazione civile circostante e al contempo realizza il suo compito principale di prontezza difensiva per gli Stati Uniti.

## Attività presenti

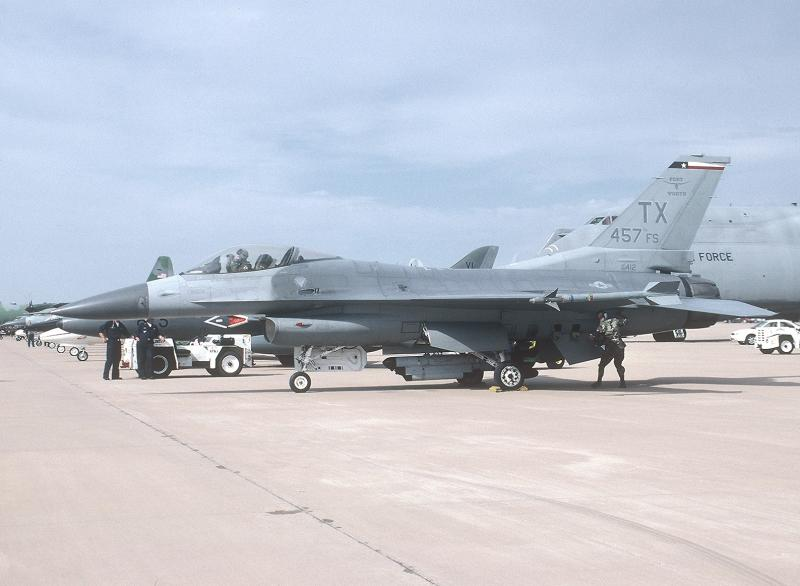
General Dynamics F-16C Block 30, numero di serie No. 85-1412 del 301st Fighter Wing (AFRC), NAS Fort Worth JRB, Carswell Field, Texas

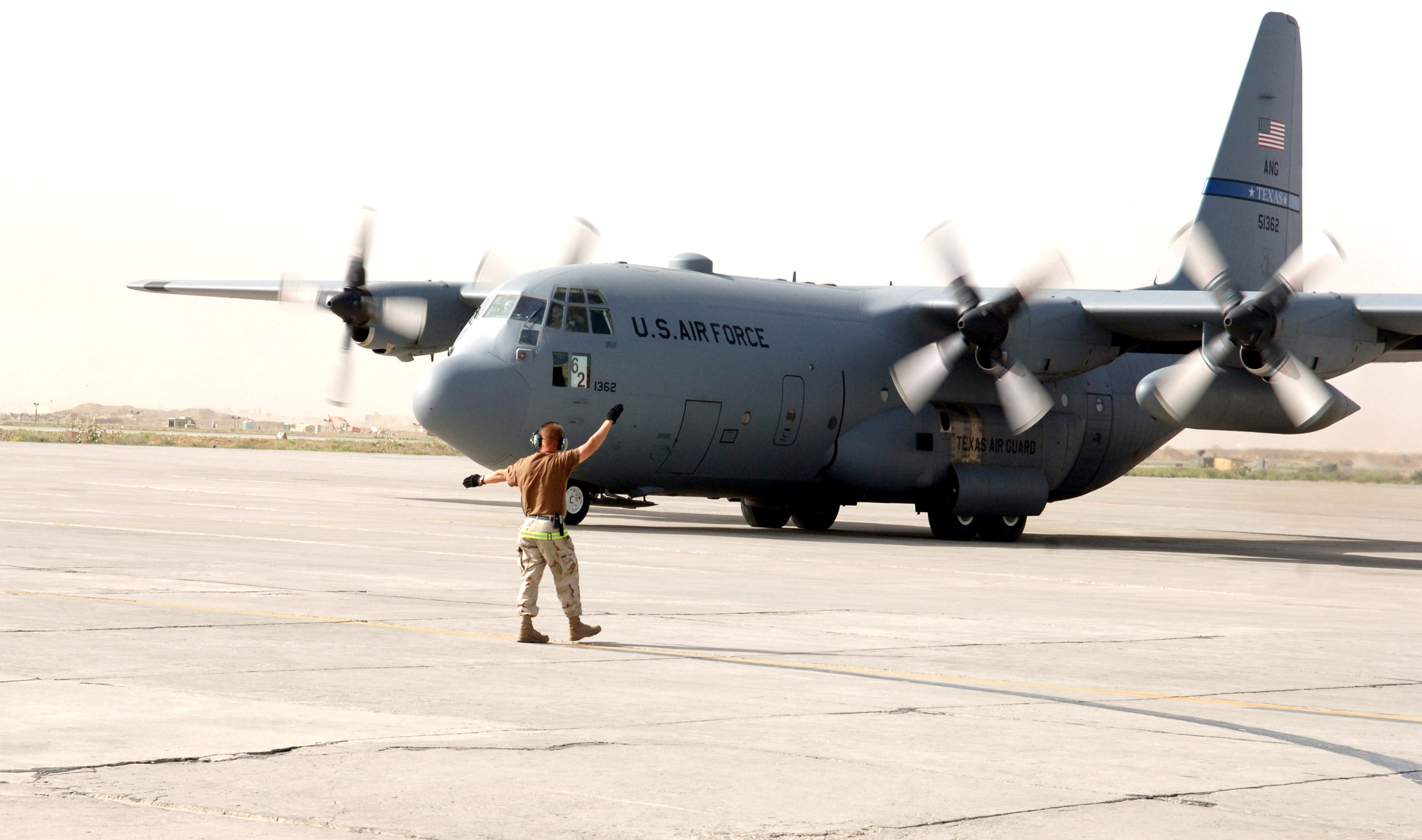
Lockheed C-130H-LM Hercules, numero di serie 85-1362 del 136th Airlift Wing (Texas Air National Guard) con base a NAS Fort Worth JRB, Carswell Field sulla pista di Bagram AB, Afghanistan 31 maggio 2006.

La base, che oggi fa parte del Navy Installations Command (CNIC), è soggetta alla supervisione di Commander, Navy Region Southeast. Ospita una varietà di unità caccia/attacco e aerorifornimento delle componenti di riserva di Marina, Marine Corps e United States Air Force. Le procedure operative aeroportuali e gli equipaggiamenti (ad esempio PAR e ILS) riflettono una combinazione di varie normative di corpo (ad esempio USN/USMC, USAF E US ARMY), benché come sistema locale di controllo del traffico aereo (ATC), il Dipartimento della Marina imponga le procedure della Marina come standard operativo.
A giugno 2011 c'erano 11 300 dipendenti a NAS Fort Worth JRB (tra cui personale in servizio attivo, Reserve, Air National Guard, e civili).
Le unità di NAS Fort Worth JRB impegnano lo spazio aereo in vari modi. La zona principale di attività dei caccia è la Brownwood Military Operations Area (Brownwood MOA). Questa MOA, originariamente sviluppata al servizio di Commander, Naval Air Force Reserve (COMNAVAIRRESFOR) e delle squadriglie di caccia/attacco del 4th Marine Aircraft Wing (4th MAW) di stanza all'ex Naval Air Station Dallas, oggi funge da principale risorsa di spazio aereo per tutte le unità da caccia/attacco assegnate a NAS Fort Worth JRB. È pianificato dl NAS Fort Worth Operations Department; la pianificazione già eseguita fu valutata per un certo periodo e poi si prese la decisione di restituire la zona alla Marina per la pianificazione. Ad ogni modo, i commenti degli utenti indicano che l'accesso alla zona è distribuito fra i suoi diversi utilizzatori in modo giusto ed equo.
La recente decisione di unificare le MOA Brady e Brownwood metterà a disposizione ulteriore spazio aereo di manovra per l'addestramento Air Intercept Control/Air Combat Maneuvering (AIC/ACM). Quando sono pianificate assieme, queste zone permettono a numerosi aerei di svariate unità di partecipare ad esercitazioni multiarma di addestramento caccia/bombardieri. Brownwood MOA è interessata ad un innovativo test per migliorare la diffusione di informazioni sullo status SUA verso gli aerei non partecipanti. Questo test, condotto per risolvere problemi concreti riscontrati nel soddisfare le esigenze di pianificazione del volo libero della Federal Aviation Administration (FAA), userà una combinazione dei più aggiornati sistemi aerospaziali di pianificazione e rapporto, tra cui lo Special-Use Airspace Management System (SAMS) della FAA e il Military Airspace Management System (MAMS) del Department of Defense. L'intento della prova è offrire via internet agli utenti civili, specialmente ai vettori locali più coinvolti nelle deviazioni di traffico aereo necessarie intorno a Brownwood MOA, uno status di zona "vicino al tempo reale" più preciso. Se l'esperimento e la tecnologia dovessero avere successo, anche sul piano dei costi, il risultato potrebbe risolvere l'annosa insoddisfazione degli aviatori civili circa la qualità e la tempestività delle informazioni di status special use airspace diffuse dalla FAA. In particolare, alcune funzionalità potrebbero opportunamente corredare la prossima generazione dell'equipaggiamento flight service station (servizio di informazioni per chi vola).
La pista della base è usata anche dalla Lockheed Martin Aeronautics, il cui grande stabilimento di montaggio (da cui escono gli F-16 Fighting Falcon e gli F-35 Lightning II) è limitrofo alla base.
La base è anche sede di un punto vendita Army and Air Force Exchange Service (spaccio) e di un emporio militare.
L'attuale (dodicesimo) ufficiale comandante di NAS Fort Worth JRB è il capitano  Jonathan R. Townsend, USN.
Il Federal Medical Center, Carswell, una struttura del Federal Bureau of Prisons, psi trova nell'angolo a nordest di NAS Fort Worth JRB, e impiega l'edificio che era l'ospedale USAF per Carswell AFB. Il suo indirizzo è: Building 3000 sulla J Street.

## Comandi di stanza

### United States Navy Reserve
- Headquarters, NAS Fort Worth JRB
- Commander, Fleet Logistics Support Wing (COMFLELOGSUPWING, o CFLSW)[37]
  - Fleet Logistics Support Squadron 59 (VR-59) C-40A Clipper
- Branch Health & Dental Clinic, Detachment Fort Worth
- Commander Naval Reserve Intelligence Command
- Reserve Intelligence Area Southeast (RIASE)
- Commander Tactical Support Wing (CTSW)
- NAVSUP Fleet Logistics Center JAX Detachment Fort Worth
- Fleet Readiness Center West, Detachment Fort Worth (FRCW Det Fort Worth)
- Maritime Expeditionary Security Detachment 1 Detachment D (MSRON 1 Det D)
- Naval Air Technical Data And Engineering Service Command Detachment
- Naval Air Warfare Center Weapons Division Detachment
- Navy Operations Support Center, Fort Worth (NOSC)
- NCTAMS Lant Detachment BCO
- Navy Region Southeast, Reserve Component Command-Fort Worth
- Operational Health Support Unit (OHSU)

### United States Marine Corps Reserve
- Marine Aircraft Group 41 (MAG-41)
  - Marine Fighter Attack Squadron 112 (VMFA-112)
  - Marine Aerial Refueler Transport Squadron 234 (VMGR-234)
- 14th Marine Regiment
- 8th Marine Corps Recruiting District
- Marine Air Control Squadron 24 (MACS-24)

### United States Air Force Reserve
- Headquarters, Tenth Air Force (10 AF)
- 301st Fighter Wing (301 FW) F-16C/D Block 30
  - 457th Fighter Squadron (riserva)
  - 355th Fighter Squadron (aggregato in servizio attivo)

### United States Army Reserve
- 370th Chemical Company
- 607th Military Police Battalion
- 90th Aviation Support Battalion
- Alpha Company, 6th Battalion, 52d Aviation Regiment

### Texas Air National Guard
- 136th Airlift Wing (136 AW)
- 136th Operation Group (136 OG)
  - 181st Airlift Squadron (181 AS) C-130H
  - 181st Airlift Control Flight (181 ACF)
  - 136th Operations Support Flight (136 OSF)
  - 181st Weather Flight (181 WF)
- 136th Mission Support Group (136 MSG)
  - 136th Civil Engineer Squadron (136 CES)
- 531st Air Force Band

## Major Command USAF (storicamente) sovraordinati
- Second Air Force, circa 26 giugno 1942
- Army Air Forces Flying Training Command, 30 giugno 1942
- Second Air Force, 21 novembre 1944
- Continental Air Forces, 15 aprile 1945

Redesignated: Strategic Air Command, 21 marzo 1946
- Air Combat Command, 1 giugno 1992 – 30 settembre 1993[29]

### Precedenti unità
- 404th Base HQ and Air Base Sq, 18 agosto 1942 – 1 maggio 1944
- Army Air Forces Combat Crew School

Rinominato: Army Air Forces Pilot School, Specialized 4-Engine, 28 luglio 1942 – 1 gennaio 1946
- 96th Pilot Transition Training Group (4 Engine), 28 luglio 1942 – 1 aprile 1944
- Army Air Forces Flying Training Command

Rinominato: Army Air Forces Training Command, 21 agosto 1942 – 24 febbraio 1946
- 2519th AAF Base Unit (Pilot School, Spec 4E), 1 maggio 1944 – 18 novembre 1945
- 17th Bombardment Operational Training Wing, 24 dicembre 1945 – 9 aprile 1946
- 31st Flying Training Wing, 31 maggio 1945 – 30 dicembre 1945
- 233d AAF (later AF) Base Unit, 18 novembre 1945 – 17 novembre 1947
- 7th Bombardment Group, 1 ottobre 1946 – 10 giugno 1952

7th Bombardment Wing, 17 novembre 1947 – 1 ottobre 1993
- 58th Bombardment Wing, 9 maggio 1946 – 1 marzo 1948
- Eighth Air Force,  1 novembre 1946 – 1 agosto 1948
- 11th Bombardment Group, 1 dicembre 1948 – 16 giugno 1952

11th Bombardment Wing, 16 febbraio 1951 – 13 dicembre 1957
- 19th Air Division, 16 febbraio 1951 – 16 giugno 1952; 16 giugno 1952 – 30 settembre 1988.
- 4123d Strategic Wing, 10 dicembre 1957 – 25 febbraio 1959
- 43d Bombardment Wing, 15 marzo 1960 – 1 settembre 1964
- 916th Troop Carrier Group

Rinominato: 916th Military Airlift Group (AFRES), 1 aprile 1963 – 8 luglio 1972
- 512th Troop Carrier Wing

Rinominato: 512th Military Airlift Wing (AFRES): 8 gennaio 1965 – 29 giugno 1971
- 301st Tactical Fighter Wing (AFRES), 1 luglio 1972 – 30 settembre 1994[4]

### Nomi precedenti

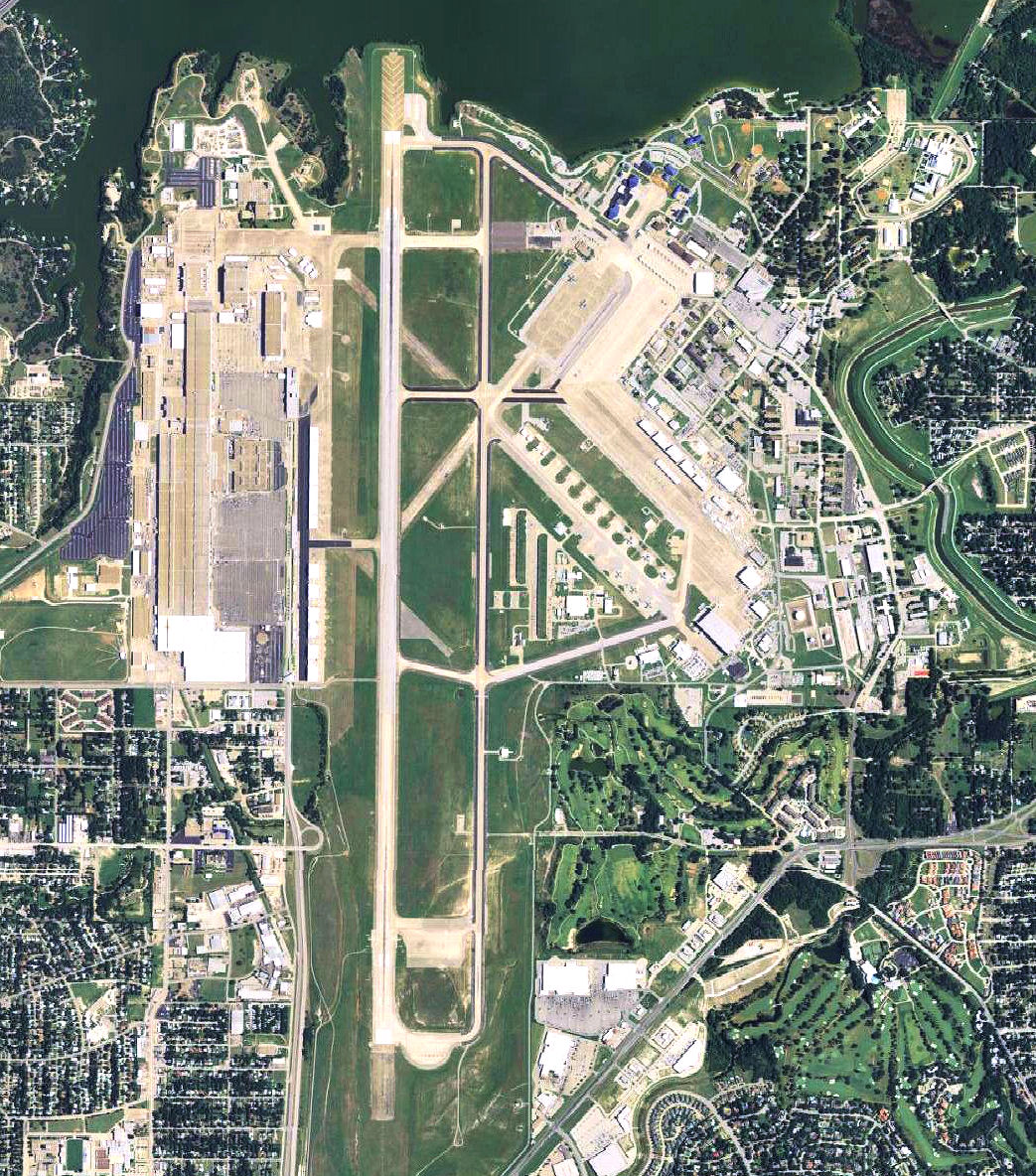
NAS Fort Worth JRB (Carswell Field), Texas, circa 2006

- Army Air Forces Combat Crew School, Tarrant Field (noti anche come Tarrant Field e Tarrant Field Airdrome), circa 1 luglio 1942
- Fort Worth Army Air Field, 29 luglio 1942 – 13 gennaio 1948
- Griffiss Air Force Base, 13 gennaio 1948 – 29 gennaio 1948
- Carswell Air Force Base, 29 gennaio 1948 – 30 settembre 1994[4]

### Aerei dello Strategic Air Command precedentemente assegnati
- Boeing B-29 Superfortress (bombardiere)
- Convair B-36 Peacemaker (bombardiere; propulsione ad elica più reattori)
- Boeing B-52 Stratofortress (bombardiere) F, D H
- Convair B-58 Hustler (bombardiere supersonico)
- Boeing KC-97 Stratotanker (aerocisterna ad elica)
- Boeing KC-135 Stratotanker (aerocisterna a reazione)

## Cultura di massa
- Aquile nell'infinito, con protagonista James Stewart, fu parzialmente girato alla base.
- Nella serie televisiva NBC West Wing - Tutti gli uomini del Presidente, il candidato democratico alla presidenza Matt Santos (Jimmy Smits) si presentò al servizio della Marine Corps Reserve presso Fort Worth per attività di volo su F/A-18. Lo spettacolo si riferiva erroneamente alla base chiamandola "National Guard Training Center Fort Worth" e la squadriglia mostrata era la VMFA-134, detta gli  "Smokes". La squadriglia su F/A-18 della Marine Corps Reserve effettivamente di stanza a NAS Fort Worth JRB è la VMFA-112, detta i "Cowboys".